# Breitensport
Der Begriff Breitensport (auch Freizeitsport) bezeichnet sportliche Aktivitäten, die hauptsächlich der körperlichen Fitness, dem Ausgleich von Bewegungsmangel sowie dem Spaß am Sport dienen. Damit grenzt sich der Breitensport vom wettkampforientierten und trainingsintensiven Leistungssport ab. Breitensport wird häufig in der Freizeit betrieben, umfasst aber auch Schulsport und Betriebssport.

## Begriff
Eine einheitliche Definition des unscharfen Begriffs Breitensport fehlt. Der Deutsche Sportbund definierte 1975: Unter Breitensport verstehe man „jegliche sportliche Tätigkeit, die nicht „wettkampfmäßig“ betrieben wird“. Besonders in Mannschaftssportarten sind Wettkämpfe allerdings auch im Breitensportbereich selbstverständlich. 
Wopp und Dieckert (2005) bestimmen Freizeitsport als „Sport für möglichst viele Menschen“ (S. 17), der durch vielfältige Bewegungsantworten gekennzeichnet ist und ihn zum „Sport für alle“ macht. In einem differenzierten Modell geht Wopp von einem „weiten Sportverständnis aus, das Wettkämpfe auf unterem und mittleren Niveau mit einschließt“ (Dieckert et al. 2005, S. 20).
Der Freizeit- und Breiten- und Gesundheitssport ist ein wesentlicher Inhalt des organisierten Betriebssports in Deutschland, dem Deutschen Betriebssportverband. Er ist Mitglied im Deutschen Olympischen Sportbund als Verband mit besonderen Aufgaben.
Derzeit formuliert der Deutsche Olympische Sportbund allgemein: „[Das] Sportangebot dient dem Menschen zur bewegungs- und körperorientierten ganzheitlichen Entwicklung der Persönlichkeit und strebt Gesundheit in physischer, psychischer und sozialer Hinsicht an.“
Darüber hinaus ergeben sich zwei leicht unterschiedliche Definitionen des Breitensports:
- Der Sport, der in der Breite der Bevölkerung, also von verschiedenen Altersgruppen beider Geschlechter betrieben wird. Synonyme sind Volkssport und Massensport.
- Der gesamte Sportbereich, der generell nicht professionell betrieben wird, also auch Rand- und Extremsport. Synonym ist Amateursport.

In der Sportartikelindustrie werden zu Vermarktungszwecken auch die Begriffe Funsport oder Trendsport für neue Breitensportarten verwendet.
In der DDR war der Begriff Breitensport unbekannt, es wurde dafür durchgängig der Begriff Volkssport verwendet.

## Zusammenhang zwischen Breitensport und Leistungssport
Das traditionelle Modell geht von einer Pyramide aus, mit dem Breitensport als Basis und dem Spitzensport an der Spitze. Durch frühzeitige Talentselektion ist dieses Modell ad absurdum geführt. Stattdessen wurde ein Mehrsäulenmodell propagiert, das dieser getrennten Förderung und Entwicklung Rechnung trägt. Bisher am plausibelsten ist ein kybernetisches Modell, das von Rückkopplungsprozessen zwischen den Bereichen ausgeht, da der Spitzensport eine Vorbildwirkung haben kann und durch die Medien auch propagiert wird, wodurch eine Sogwirkung auf Kinder- und Jugendsport dieser Sportart entsteht.

## Organisation
Breitensport gehört unter der Bezeichnung Sports for All zur olympischen Bewegung. Internationaler Verband für den Breitensport ist die Trim and Fitness International Sport for All Association (TAFISA) mit Sitz in Frankfurt am Main.

## Förderung des Breitensports
Zur Förderung des Breitensports wurden in Deutschland verschiedene Möglichkeiten geschaffen, gute Leistungen kenntlich zu machen. Hierzu gehören verschiedene Ausprägungen des Sportabzeichens. 1970 wurde vom Deutschen Sportbund (DSB) die Trimm-dich-Kampagne durch die Initiatoren Jürgen Dieckert und Jürgen Palm mit der Werbefigur „Trimmy“ ins Leben gerufen, die Sport, Bewegung und Gesundheit ins öffentliche Bewusstsein rufen sollte und dabei auf Teilnahme an Breitensportarten zielte.

## Entwicklung
Breitensport entwickelt sich über die Popularisierung sozialer Medien und Gesundheits-Tracker wie Smartwatches weiter. Klassischer Vereins- und Gesundheitssport wird vermehrt durch informelle, flexible, community-basierte und technologiegestützte Angebote erweitert. Jogging-Interessierte etwa schließen sich so in digitalen Communities über Run Clubs zusammen, die den Laufsport mit Motivation durch Gemeinschaft und Identifikation verbinden. Abo-Modelle wie Urban Sports Club oder ClassPass ermöglichen es, überregional an Hunderten Sportkursen teilzunehmen und haben etwa Yoga als Sportart bei der Popularisierung geholfen. Anbieter wie Peloton oder Apple bieten digitale Fitnesskurse im Abo an. Kritiker wie Sozialpsychologe Gerhard Vinnai sehen eine Kommerzialisierung des Breitensports, wenn traditionelle Vereinsstrukturen aufgebrochen werden und dadurch unabhängiger Gemeinwohlsinn erodiert.